# Candidiopotamon rathbuni
Candidiopotamon rathbuni är en kräftdjursart. Candidiopotamon rathbuni ingår i släktet Candidiopotamon och familjen Potamidae. Inga underarter finns listade i Catalogue of Life.